# Gerhard Michal
Gerhard Michal (* 1. März 1931 in Mies) ist ein deutscher Biochemiker.
Nach dem Schulbesuch in seiner Geburtsstadt und dem Ende des Zweiten Weltkrieges in Regensburg studierte er Chemie an der Universität Regensburg und an der Technischen Universität München, an der er 1959 seine Promotion zum Stoffwechsel des Herzens unter anoxischen Bedingungen abschloss. Anschließend war er bis zu seinem Ruhestand im Jahr 1995 für die Firma Boehringer Mannheim tätig, unter anderem als Abteilungsleiter und als Direktor für Wissenschaftsplanung.
Gerhard Michal ist Mitautor von 75 wissenschaftlichen Publikationen. Sein Hauptwerk ist eine unter dem Titel Biochemical Pathways als Wandposter, in Buchform und im World Wide Web veröffentlichte graphische Darstellung der in Lebewesen ablaufenden chemischen Reaktionen mit den daran beteiligten chemischen Verbindungen und Enzymen. Die von Boehringer Mannheim kostenlos verteilte Posterausgabe erreichte in mehr als 40 Jahren eine Gesamtauflage von mehr als einer Million Exemplaren.
Gerhard Michal ist seit 1959 verheiratet und Vater von drei Kindern.

## Werke (Auswahl)
- Biochemical Pathways. Wandposter, Boehringer Mannheim 1968–1992
- Biochemical Pathways: Biochemie-Atlas. Heidelberg 1999
- Biochemical Pathways: Roche Onlineausgabe https://www.roche.com/sustainability/philanthropy/science_education/pathways.htm